# Explorer 3
Explorer 3 (mezinárodní označení 1958 Gamma) byla americká družice Země vypuštěná v březnu 1958, v rámci programu Explorer to byla třetí vypuštěná sonda, druhá, která se dostala na oběžnou dráhu (sondě Explorer 2 se to nepodařilo). Cíle mise a konstrukce sondy byly stejné, jako u Exploreru 1. Sonda byla úspěšná, byl potvrzen objev Van Allenových radiačních pásů.

## Příprava ke startu

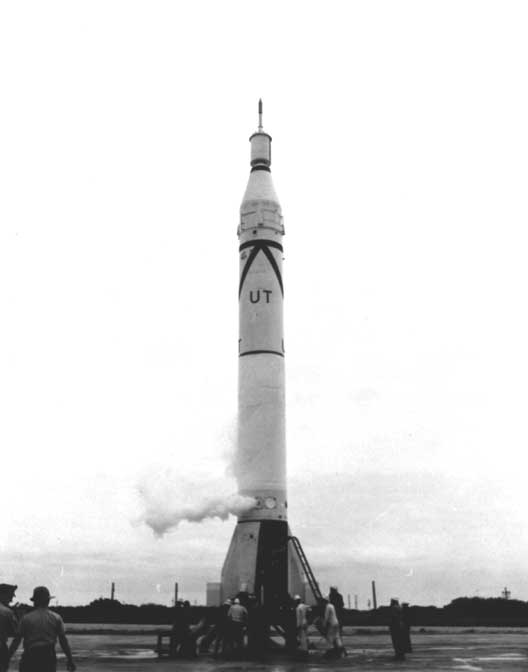
Raketa Juno I se satelitem Explorer 3 před startem

Nosná raketa Juno I vycházela ze sondážní rakety Jupiter-C. Jupiter-C vznikl v roce 1954 a byl aktivně využíván do roku 1955. Po vypuštění sovětského Sputniku 1 v roce 1957 začala Army Ballistic Missile Agency (ABMA) ve spolupráci s JPL (Jet Propulsion Laboratory) renovovat raketu Jupiter-C, aby byla schopná vynést do kosmu funkční družici, zvládli to za 84 dní.

## Průběh letu
Nosná raketa Juno I se satelitem odstartovala z Cape Canaveral Air Force Station na Floridě 26. března 1958 v 17:31:00 UTC. Satelit obíhal po eliptické dráze ve výšce 186 km až 2799 km se sklonem dráhy k rovníku 33,38°. Zemi sonda oběhla za 115,7 min.
Mise byla považována za velice úspěšnou, jelikož potvrdila objev radiačních Van Allenových pásů, objevených prvním Explorerem v lednu 1958. Explorer 3 shořel v atmosféře Země 27. června 1958, 93 dnů po startu. Dnes je replika sondy umístěna v Národním leteckém a kosmickém muzeu (National Air and Space Museum) ve Washingtonu.

## Technická data
Družice měla válcový tvar o délce 2,05 m a průměru 0,165 m včetně pevně připojeného posledního stupně nosné rakety. Celková hmotnost sondy byla 14,1 kilogramů, z toho 8,4 kg tvořily přístroje:
- detektory kosmického záření
- citlivé mikrofony pro detekci nárazů mikrometeoritů
- odporové detektory, měřící erozi materiálu působením dopadu mikrometeoritů
- teploměry, měřící vnější a vnitřní teplotu.[1]

Oproti Exploreru 1 byl Explorer 3 vybaven malým palubním magnetofonem kvůli záznamům měření během průletu na odvrácené straně Země. Elektrickou energii dodávaly chemické baterie.